# Prästvalltjärnen
Prästvalltjärnen är en sjö i Ljusdals kommun i Hälsingland och ingår i Ljusnans huvudavrinningsområde. Den lilla tjärnen vid Hästbergets östra fot avvattnas av Prästvallån som är ett källflöde till Andån. Tjärnens största tillflöde är Stenbäcken från Grönvallsmyran.